# 女ざかり!!区役所の名探偵
『女ざかり!!区役所の名探偵』（おんなざかり!!くやくしょのめいたんてい）は、2000年から2002年までフジテレビ系「金曜エンタテイメント」で放送されたテレビドラマシリーズ。全3回。
区役所の住民苦情処理セクションのおばちゃん3人組が、生活トラブル絡みの殺人事件の解明に奔走する、コメディタッチのご近所サスペンス。舞台となる「横浜市東中区」は、実在しない架空の設定である。

## キャスト

### 横浜市東中区役所区民相談室
一ノ瀬夢子
演 - うつみ宮土理
職員。
双葉里恵
演 - 久本雅美
職員。
三科珠子
演 - 柴田理恵
職員。以前は三宅の恋人だった。
川崎雄三
演 - 石井愃一
室長。夢子たちの口うるさい上司。第3作では殺人事件の容疑者になる。

### その他
櫟山
演 - 鈴木ヒロミツ（#2、3）
東中警察署の刑事。
大久保
演 - 赤川蓮（#2、3）
東中警察署の刑事。
キヨ
演 - 石井トミコ
区民相談室の常連。噂話が好き。
タカ
演 - 大方斐紗子
区民相談室の常連。噂話が好き。

### ゲスト
第1作「横浜ゴミ屋敷連続殺人事件」（2000年1月28日）
- 緑山和子（緑山の妻） - 一色彩子
- ヨネ（区民相談室の常連） - 杉山とく子
- 高田進（中野不動産 社員） - 阿部サダヲ
- 山村（美容院経営者） - 大久保貴光
- 緑山（花屋） - 後藤ひろゆき
- 今井晃（レストラン経営者） - 高杉紘平
- 三宅（東中警察署 刑事） - 天宮良
- 伊原（東中警察署 刑事） - 本田博太郎
- 酒屋の主人の妻 - 石川裕見子
- 酒屋の主人 - 加藤照男
- 花屋の近所の主婦 - 宍戸美和公
- 今井悟（今井と瞳の息子） - 安達心平
- 山村（山村の妻） - 芳良みゆき
- 区役所職員 - 白取節美
- 中野令子（中野不動産 社長） - 白川和子
- 今井瞳（今井の妻） - 喜多嶋舞
- 花田虎吉（ゴミ屋敷の主人） - 室田日出男
- 田村正男、金杉侑生、さとうこうじ、渡辺健一、佐藤レイ子、佐野昇二、小早川浩一、野毛羽奈子、稲村さち子、南はるか、市ノ瀬裕子、津川誠、福井日出夫、岩崎秀夫、岩戸堅一、高橋義久

第2作「化け猫屋敷殺人事件」（2001年1月12日）
- 中条文枝（無職） - 松本ちえこ
- 高橋（独居老人） - 横山あきお
- 久里浜洋（ペットショップ経営者） - 飯塚俊太郎
- 木村拓巳（ホスト） - 高木ヒロオ
- 住職 - 諏訪太朗
- 岩崎健次（ホスト） - 大久保貴光
- 寿美華子 - 島かおり
- 篠田正之（保健所の職員） - 石橋保
- 保健所の職員 - よこやまよしひろ
- 保養所の管理人 - 松田章
- わかば学園 職員 - 藏内秀樹
- 茂庭菜美子（幸子の妹） - 草村礼子
- 茂庭幸子（大地主） - 浅香光代
- 冬雁子、大沢紗衣、緋川京子、村上龍生、高橋義永、高梨仙、高橋健、MAHIRO、KEI、今野元志、藤田健彦、奥原邦彦、蔵信貴、西岡良将、結城淳、菊池龍

第3作「熟女トリオの最後の事件」（2002年9月13日）
- 城島俊夫（町内会長） - 江藤潤
- 新藤香織（清掃業者） - 大寶智子
- 赤川由紀江（エステサロンのオーナー） - 朝加真由美
- 一人暮らしの婦人 - 花原照子
- 鍵屋 - 井上博一
- 城島憲子（城島の妻） - 麻丘めぐみ
- 大藪カネ子（城島家の隣家・通称「ゴウツクババア」） - 正司歌江
- 大和なでしこ、未香、藤田清二、高橋義永、小泉まこ、中山恭子、しのへけい子、小尾きよれ

## スタッフ
- 脚本 - 石倉保志（1）、田中一彦
- 監督 - 合月勇
- 技術協力 - フォーチュン
- 照明協力 - Kカンパニー
- ポスプロ - 映広
- プロデュース - 井端康夫、溝上潔
- 製作 - フジテレビ、近代映画協会

## 放送日程
| 話数 | 放送日        | サブタイトル             | 脚本              | 監督   |
| ---- | ------------- | ------------------------ | ----------------- | ------ |
| 1    | 2000年1月28日 | 横浜ゴミ屋敷連続殺人事件 | 石倉保志 田中一彦 | 合月勇 |
| 2    | 2001年1月12日 | 化け猫屋敷殺人事件       | 田中一彦          | 合月勇 |
| 3    | 2002年9月13日 | 熟女トリオの最後の事件   | 田中一彦          | 合月勇 |